# Samotraka (gmina)
Samotraka (gr. Δήμος Σαμοθράκης, Dimos Samotrakis) – gmina w Grecji, w administracji zdecentralizowanej Macedonia-Tracja, w regionie Macedonia Wschodnia i Tracja, w jednostce regionalnej Ewros. Siedzibą gminy jest Samotraka. W 2011 roku liczyła 2859 mieszkańców. W skład gminy wchodzi wyspa Samotraka.